# Tamarod
Tamarod  (arabisch تمرّد, DMG tamarrud:  „Rebellion“, „Aufstand“) war eine vorgebliche Graswurzelbewegung (Astroturf) in Ägypten mit Unterstützung der Armee unter General as-Sisi, des Geheimdienstes Muchabarat und der VAE, die während der Proteste in Ägypten 2013 gegen Präsident Mohamed Mursi auftrat und ab April die Unzufriedenheit mit seiner Regierungsführung kanalisierte. Als Gründer und Kopf der heterogenen Bewegung galt der damals 28-jährige, militärfreundliche Journalist Mahmoud Badr. Der weitere Gründerkreis kam aus der Kifaya-Bewegung, die bereits bei Beginn der Tamarod-Kampagne auf deren Eigenständigkeit hinwies.
Ziel dieser Kampagne war, mittels einer Petition die Stärke der Opposition gegen Mursi deutlich zu machen. Dieser wurde zum Rücktritt aufgefordert und sollte auch dazu bewogen werden, vor Ablauf seines Mandats neue Präsidentschaftswahlen in Ägypten durchführen zu lassen. In den ersten Verlautbarungen Tamarods wurde die Muslimbruderschaft als Terrororganisation bezeichnet, noch bevor dies Teil der Phraseologie des Militärs wurde.
Die angestrebte Anzahl von 15 Millionen Unterschriften bis zum ersten Jahrestag des Amtsantritts Mursis am 30. Juni 2013 war nach eigenen Aussagen am 29. Juni 2013 um mehr als 7 Millionen überschritten (22.134.460 Voten). Diese wurden nicht verifiziert und es wurde von zahlreichen Unregelmäßigkeiten wie etwa Mehrfachzeichnungen berichtet. Zu den Sponsoren der Kampagne zählte der damals zweitreichste Ägypter, Naguib Sawiris. Auch Künstler wie die Filmproduzentin und Tänzerin Sama El Masry unterstützten die Petition.
In einer Fernseherklärung setzte Armeechef as-Sisi am Nachmittag des 1. Julis allen politischen Kräften ein Ultimatum von 48 Stunden. Am Abend des 3. Juli 2013 wurde die Regierung der Muslimbruderschaft abgesetzt; Neuwahlen wurden angekündigt. Nachdem Tamarod-Führer sich bei Auftritten in staatlichen Medien an die sicherheitszentrierte Rhetorik des Militärs angepasst hatten, trennten sich die Gruppen einiger Governorate von der Organisation in Kairo. Einen Verfassungsentwurf des Militärs missbilligte Tamarod, weil in einigen Passagen (mutmaßlich als eine taktische Konzession an die Salafisten der Partei des Lichts) Ansatzpunkte für islamisch-fundamentalistische Politik ausgemacht wurden. Badr rechtfertigte später die massive Gewalt gegen die Muslimbruderschaft und kleinere Gruppen von Demonstranten mit vielen Totesopfern. Andere Tamarod-Sprecher riefen den Nachwuchs der Bewegung dazu auf, nicht den Blutzoll für die Haltung ihrer Anführer zu bezahlen. Obwohl die Jugendbewegung des 6. April Unterschriften für die Anti-Mursi-Kampagne gesammelt hatte, kritisierte Tamarod deren unversöhnliche Haltung zum Militär. Später unterstützte Badr ihr gerichtliches Verbot; zahlreiche Mitglieder saßen bereits im Gefängnis. Weitere Kampagnen von Tamarod richteten sich dann etwa gegen den Einfluss der USA (USAID) im Land oder das Camp-David-Abkommen mit Israel.
Ein kleiner Teil der Wortführer von Tamarud wandte sich Anfang 2014 gegen die restaurierte Militärherrschaft. Drei Gründungsmitglieder wurden im Februar für ihre Unterstützung eines linken Präsidentschaftskandidaten ausgeschlossen. Badrs Versuch einer Parteigründung mit staatsnaher Agenda wurde von den Behörden spätestens 2015 abgewiesen. Dennoch erlangte er in diesem Jahr ein Parlamentsmandat und mit antizionistischen Aussagen einige Aufmerksamkeit. In der Rückschau gaben einige Aktivisten an, sie fühlten sich ausgenutzt oder bereuten ihr damaliges Engagement.

## Standpunkte
Im ägyptisch-arabischen Dialekt abgefasst, legte Tamarod folgende Gründe für die Opposition gegen Muslimbrüder und Präsident Mohammed Mursi vor:
- Mangelhafte öffentliche Sicherheit
- Armut im Land
- Abhängigkeit vom Ausland
- Missachtung der Märtyrer der Revolution
- Würde von Individuum und Nation
- prekäre Wirtschaftslage
- Unterordnung unter die USA

Anschließend stand die folgende Stellungnahme:
„Seit der Machtübernahme durch Mohammed Mursi al-ʿAyyāṭ spürt der einfache Bürger, dass keines der Ziele der Revolution verwirklicht wurde. Ziele wie Lebensunterhalt, Freiheit, soziale Gerechtigkeit und nationale Unabhängigkeit. Mursi scheiterte an ihrer Umsetzung insgesamt, denn er verwirklichte weder Sicherheit noch soziale Gerechtigkeit. Vielmehr bewies er, dass er gescheitert ist - im engsten Sinne des Wortes, und dass er ungeeignet ist, ein Land in der Größe Ägyptens zu führen.“ Die zeitgenössische Knappheit von Treibstoffen und Lebensmitteln wurde laut Beobachtern durch Staatsorgane verschärft, um den Protest gegen Mursi anzufachen.